# Ryszard Doman
Ryszard Stefan Doman (ur. 18 lutego 1952) – polski matematyk i ekonomista, profesor nauk ekonomicznych. Specjalizuje się w ekonometrii finansowej oraz zastosowaniach matematyki w ekonomii. Nauczyciel akademicki Wydziału Matematyki i Informatyki Uniwersytetu im. Adama Mickiewicza w Poznaniu.

## Życiorys
Doktoryzował się w 1982 na Wydziale Matematyki, Informatyki i Mechaniki Uniwersytetu Warszawskiego na podstawie pracy pt. Własności transferu Beckera-Gottlieba (promotorem pracy był prof. Andrzej Białynicki-Birula). Habilitował się w 2004 roku na Wydziale Ekonomii Akademii Ekonomicznej w Poznaniu na podstawie rozprawy pt. Ekonometryczne modelowanie dynamiki polskiego rynku finansowego. Tytuł naukowy profesora nauk ekonomicznych otrzymał w 2014. Pracuje jako profesor zwyczajny i kierownik w Pracowni Ekonometrii Finansowej Wydziału Matematyki i Informatyki UAM. Były prezydent Stowarzyszenia Modelowania i Prognozowania Gospodarek w Okresie Transformacji (ang. Association for Modelling and Forecasting Economies in Transition, AMFET). Jest członkiem Komisji Nauk Ekonomicznych Polskiej Akademii Umiejętności oraz Komitetu Statystyki i Ekonometrii Polskiej Akademii Nauk.

## Wybrane publikacje
- Wykłady z geometrii elementarnej, Wydawnictwo Naukowe UAM 2001, ISBN 83-232-0923-5
- Ekonometryczne modelowanie dynamiki polskiego rynku finansowego (wraz z Małgorzatą Doman), Wydaw. Akademii Ekonomicznej w Poznaniu 2004, ISBN 83-7417-035-2
- Modelowanie zmienności i ryzyka. Metody ekonometrii finansowej (wraz z Małgorzatą Doman), Wolters Kluwer Polska 2009, ISBN 978-83-7526-677-1
- Zastosowania kopuli w modelowaniu dynamiki zależności na rynkach finansowych, Wydawnictwo Uniwersytetu Ekonomicznego w Poznaniu 2011, ISBN 978-83-7417-614-9
- Dynamika zależności na globalnym rynku finansowym (wraz z Małgorzatą Doman), Difin Warszawa 2014, ISBN 978-83-7930-384-7
- ponadto artykuły publikowane w takich czasopismach jak m.in. „Ekonomista”, „Dynamic Econometric Models” oraz „Central European Journal of Economic Modelling and Econometrics”[5][6].